# Dušan Kalmančok
| (11118) Modra | 9. August 1996   | [1] |
| (15860) Siráň | 20. April 1996   | [1] |
| (24194) Palus | 8. Dezember 1999 | [1] |
| (38238) Holíč | 18. Juli 1999    | [2] |
| (48934) Kočanová | 18. August 1998  | [3] |
| (53910) Jánfischer | 6. April 2000    | [4] |
| (118366) 1999 GK | 5. April 1999    | [5] |
| - [1] zusammen mit Adrián Galád - [2] zusammen mit Štefan Gajdoš - [3] zusammen mit Alexander Pravda - [4] zusammen mit Leonard Kornoš - [5] zusammen mit Juraj Tóth |                  |     |

Dušan Kalmančok (* 1945) ist ein slowakischer Astronom und Asteroidenentdecker.
Zwischen 1996 und 2000 entdeckte er zusammen mit seinen Kollegen am Observatorium der Comenius-Universität in Modra insgesamt 7 Asteroiden.
Der Asteroid (29824) Kalmančok wurde am 23. Februar 1999 nach ihm benannt.